# Ödsbysjön
Ödsbysjön ist ein 0,45 km² großer See in der schwedischen Gemeinde Örnsköldsvik. Er liegt auf 84 m ö.h. und hat eine Länge von 1,2 km, bei einer maximalen Breite von 300 m.

## Geographie
Hinter dem Skalmsjösjön durchfließt der Södra Anundsjöån Långsele und den Lillselforsen, eine kleine Stromschnelle. Bei Sörflärke wird die Landschaft offener, ab hier liegen viele Felder am Fluss.